# Герб комуни Тінгсрюд
Герб комуни Тінгсрюд (швед. Tingsryds kommunvapen) — символ шведської адміністративно-територіальної одиниці місцевого самоврядування комуни Тінгсрид.

## Історія
Герб було розроблено торговельного містечка (чепінга) Тінгсрюд як золоту п’ятипроменеву зірку з такими ж кулями поміж променями у червоному полі. Використовувався від 1963 по 1970 роки.
Після адміністративно-територіальної реформи, проведеної в Швеції на початку 1970-х років, муніципальні герби стали використовуватися лишень комунами. Цей герб був 1971 року перебраний для нової комуни Тінгсрюд.
Герб комуни офіційно зареєстровано 1982 року, але доповнено його золотим бордюром.

## Опис (блазон)
У червоному полі золота п’ятипроменева зірка з такими ж кулями поміж променями, по периметру — золотий бордюр.

## Зміст
Зірка з кулями походить з емблеми, яку використовували на ливарному підприємстві Стенфорс для маркування заліза в XVII столітті.    